# Xã Billings, Quận Cavalier, Bắc Dakota
Xã Billings (tiếng Anh: Billings Township) là một xã thuộc quận Cavalier, tiểu bang Bắc Dakota, Hoa Kỳ. Năm 2010, dân số của xã này là 13 người.